# Şiir Eloğlu
Şiir Eloğlu (Istanbul, 6 de desembre de 1965) és una actriu turca-alemanya, filla del poet turc Metin Eloğlu (1927-1985). El seu nom, Şiir, significa poesia en turc. El nom de la seva mare és Güzin i té un germà, Hasan. Els pares van divorciar-se quan Şiir era una nena i élla ana amb el seu mare a viure a Alemanya.